# Jora Wielka
Jora Wielka (deutsch Groß Jauer) ist ein Dorf in der polnischen Woiwodschaft Ermland-Masuren. Es gehört zur Stadt- und Landgemeinde Mikołajki (Nikolaiken) im Powiat Mrągowski (Kreis Sensburg).

## Geographische Lage
Jora Wielka liegt am Westufer des Talter Gewässers (polnisch Jezioro Tałty) in der östlichen Mitte der Woiwodschaft Ermland-Masuren. Die ehemalige Kreisstadt Giżycko (Lötzen) liegt 26 Kilometer in nordöstlicher Richtung entfernt, bis zur heutigen Kreismetropole Mrągowo (Sensburg) sind es zwölf Kilometer in westlicher Richtung, und die Stadt Mikołajki (Nikolaiken) ist acht Kilometer in südöstlicher Richtung entfernt.

## Geschichte
Der vor 1540 Jawer genannte Ort wurde 1437 gegründet. 1785 wurde er als ein köllmisches Dorf mit 40 Feuerstellen genannt, 1818 ebenso mit 54 Feuerstellen bei 290 Seelen.
Es handelte sich um ein weit gestreutes Dorf, als es am 29. März 1874 Amtsdorf und damit namensgebend für einen Amtsbezirk wurde. Dieser bestand bis 1945 und gehörte zum Kreis Lötzen im Regierungsbezirk Gumbinnen (1905 bis 1945: Regierungsbezirk Allenstein) in der preußischen Provinz Ostpreußen.
Von 1874 bis 1945 war Groß Jauer auch Sitz eines eigenen Standesamtes. Im Jahre 1910 zählte das Dorf 479 Einwohner, im Jahre 1933 waren es 452 und 1939 noch 409 Einwohner.
In Kriegsfolge kam Groß Jauer 1945 mit dem gesamten südlichen Ostpreußen zu Polen und erhielt die polnische Namensform „Jora Wielka“. Heute ist das Dorf Sitz eines Schulzenamtes (polnisch sołectwo) und eine Ortschaft im Verbund der Stadt- und Landgemeinde Mikołajki (Nikolaiken), vom Kreis Lötzen in den Powiat Mrągowski (Kreis Sensburg) „gewechselt“, vor 1998 der Woiwodschaft Suwałki, seither der Woiwodschaft Ermland-Masuren zugehörig.

### Amtsbezirk Groß Jauer (1874–1945)
Der Amtsbezirk Groß Jauer, der von 1874 bis 1945 bestand, setzte sich aus acht Dörfern zusammen:
| Name           | Polnischer Name |  | Name                              | Polnischer Name |
| -------------- | --------------- |  | --------------------------------- | --------------- |
| Groß Jauer     | Jora Wielka     |  | Mnierczeiewen 1928–1945: Mertenau | Mierzejewo      |
| Groß Notisten  | Notyst Wielki   |  | Königshöhe bis 1881: Uszranken    | Użranken        |
| Klein Jauer    | Jora Mała       |  | Salza                             | Zalec           |
| Klein Notisten | Notyst Mały     |  | Zondern                           | Sądry           |

Die Dörfer sind heute auf die Gmina Mrągowo bzw. auf die Gmina Mikołajki verteilt.

## Kirche
Groß Jauer war bis 1892 in die Evangelische Pfarrkirche Rhein, danach bis 1945 in die Kirche Königshöhe innerhalb der Kirchenprovinz Ostpreußen der Kirche der Altpreußischen Union und in die katholische Pfarrkirche St. Adalbert in Sensburg (polnisch Mrągowo) im Bistum Ermland eingepfarrt.
Heute gehört Jora Wielka zur evangelischen Kirchengemeinde Użranki, einer Filialgemeinde der St.-Trinitatis-Kirche in Mrągowo in der Diözese Masuren der Evangelisch-Augsburgischen Kirche in Polen bzw. zur katholischen Pfarrkirche in Użranki im Bistum Ełk (Lyck) der Römisch-katholischen Kirche in Polen.

## Verkehr
Jora Wielka liegt ein wenig abseits, dennoch aber verkehrsgünstig im Dreieck der beiden von und nach Mrągowo (Sensburg) führenden polnischen Landesstraßen DK 16 (frühere Reichsstraße 127) und DK 59 (Reichsstraße 140) und ist von Prawdowo (Prawdowen, 1929 bis 1945 Wahrendorf) bzw. Zalec (Salza) aus zu erreichen.
Eine Bahnanbindung besteht nicht.